# North Brookfield (condado de Worcester)
North Brookfield es un lugar designado por el censo ubicado en el condado de Worcester en el estado estadounidense de Massachusetts. En el Censo de 2010 tenía una población de 2.265 habitantes y una densidad poblacional de 592,49 personas por km².

## Geografía
North Brookfield se encuentra ubicado en las coordenadas 42°16′16″N 72°5′3″O / 42.27111, -72.08417. Según la Oficina del Censo de los Estados Unidos, North Brookfield tiene una superficie total de 3.82 km², de la cual 3.82 km² corresponden a tierra firme y (0%) 0 km² es agua.

## Demografía
Según el censo de 2010, había 2.265 personas residiendo en North Brookfield. La densidad de población era de 592,49 hab./km². De los 2.265 habitantes, North Brookfield estaba compuesto por el 96.69% blancos, el 0.35% eran afroamericanos, el 0.84% eran amerindios, el 0.18% eran asiáticos, el 0% eran isleños del Pacífico, el 0.22% eran de otras razas y el 1.72% pertenecían a dos o más razas. Del total de la población el 2.34% eran hispanos o latinos de cualquier raza.